# Microcottus matuaensis
Microcottus matuaensis is een straalvinnige vissensoort uit de familie van donderpadden (Cottidae). De wetenschappelijke naam van de soort is voor het eerst geldig gepubliceerd in 2003 door Yabe & Pietsch.